# Zakochana chmura
Zakochana chmura (ros. Влюблённое облако) – radziecki krótkometrażowy film animowany z 1959 roku w reżyserii Romana Kaczanowa i Anatolija Karanowicza. Adaptacja bajki Nâzıma Hikmeta.

## Animatorzy
Boris Miejerowicz, Władimir Puzanow, Wiaczesław Szyłobriejew

## Nagrody
- 1960: III Międzynarodowy Festiwal filmów animowanych w Annecy – Nagroda Specjalna Jury.
- 1960: II Międzynarodowy Festiwal filmów kukiełkowych i lalkowych w Bukareszcie – Srebrny medal.
- 1960: VII Międzynarodowy Festiwal Filmowy w Oberhausen – Nagroda FIPRESCI.

Źródło: